# Burum
Burum (Kollumerlands/Fries: Boerum, [’bu.ərəm]) is een dorp in de gemeente Noardeast-Fryslân, in de Nederlandse provincie Friesland. Burum ligt tussen Kollum en Grijpskerk bij de grens met de provincie Groningen, net ten noorden van de N355. In 2023 telde het dorp 615 inwoners. Onder het postcodegebied van het dorp vallen de buurtschappen De Keegen en Scharnehuizen, evenals als de streek Galilea. Burum was verbonden met de Lauwers via de Burumervaart, ook Schipsloot genaamd. In 2006 is er een nieuwe verbinding met de Olde Lauwers gegraven, waaraan sinds mei 2007 een jachthaven, De Dwinger, ligt.

## Geschiedenis

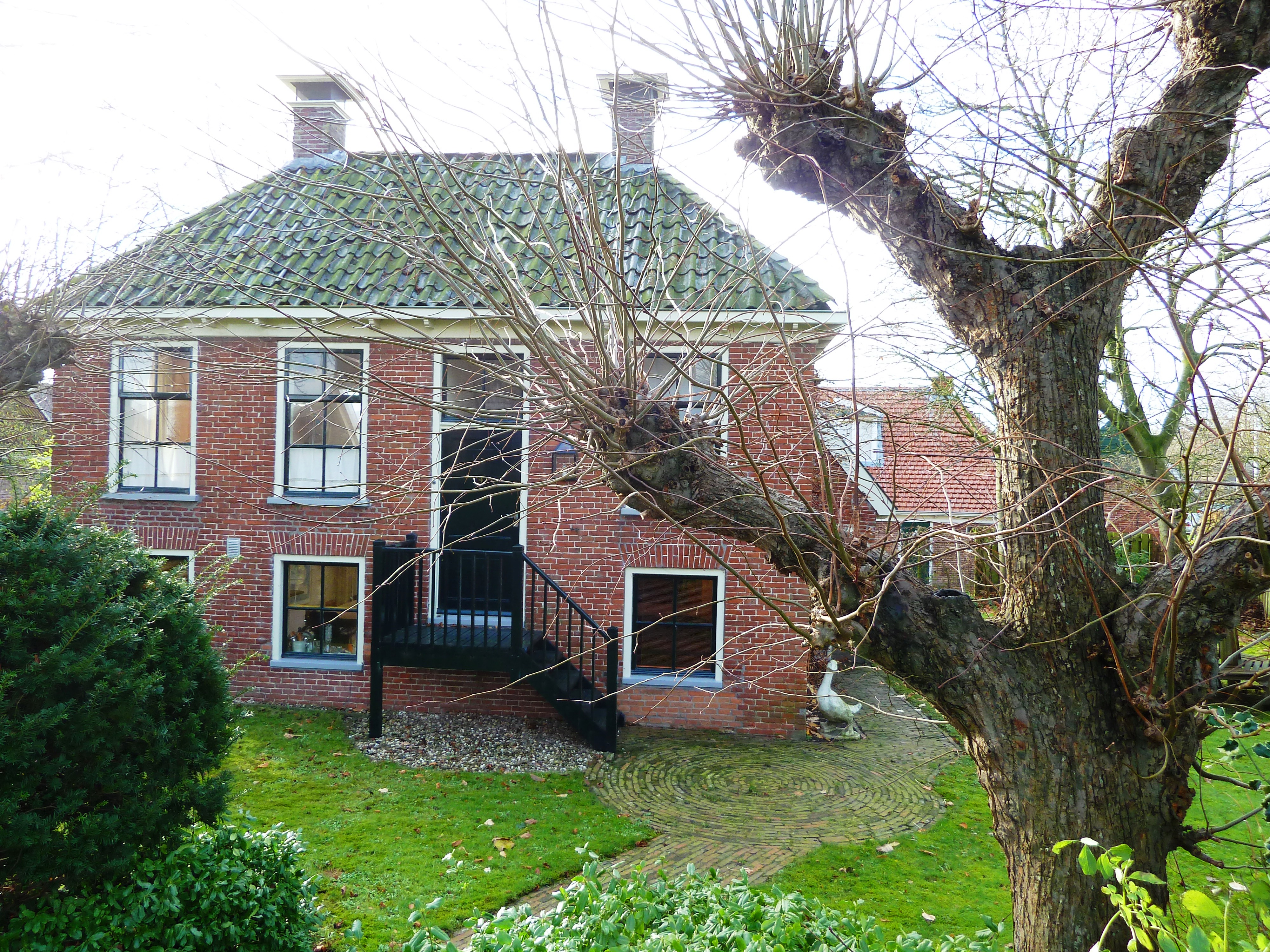
Deels 17e- en deels 19e-eeuws pand aan de Uithof 4

Het dorp is ontstaan op een terp die in de vroege Middeleeuwen werd opgeworpen op een kwelderwal. In het begin van de 14e eeuw was het land van Burum ingedijkt. Het dorp wordt voor het eerst genoemd in een oorkonde uit 1408, als Burum. De oorkonde vermeld dat het dorp diens kerk had verkocht aan het klooster van Gerkesklooster. Het klooster had veel zeggenschap in het dorp, zo benoemde het dorpsrechters en pachtte of bouwde het de boerderijen die nodig waren voor het bewerken van het land. Het zou tot de Hervormingen duren voordat deze macht verdween.
Burum werd eind 16e eeuw vermeld als Bwrum en in 1664 als Buerum. De plaatsnaam is een datief meervoud van het element buur, wat woning of klein huis kan duiden. De plaatsnaam zou kunnen worden opgevat als een nederzetting van huizen.
Net ten zuiden van Burum stond er tussen de 13e en 16e eeuw het cisterciënzer vrouwenklooster Galilea. Deze lag op de plek waar in 1905 een koprompboerderij werd gebouwd aan de Friesestraatweg op nummer 1-3.  Ook de stelpboerderij daarachter met nr. 5-7 staat op de plaats van het oude kloosterstee. Ten zuiden van die boerderij is van 1895 - 1900 van een oppervlakte van 1,5 hectare 1,5 meter afgegraven door Pieter Beins Kamminga, waarna de terpaarde per schip naar de ontginningsgebieden bij Marum werd vervoerd als bemesting van de daar ontgonnen heidegronden.
In de dorpskom hebben de ontwikkelingen rond de oudste kerk plaatsgevonden, aan de Uithof en langs de Herestraat die de doorgaande route van zuid naar noord ging vormen en het dorp buiten de kern een langgerekt karakter gaf. Om de kerk staat aan de Uithof een variatie aan woningen waarvan het pand Uithof 4 met een souterrain en een over een trapbordes bereikbare hoofdverdieping opvalt. Het pand stamt in de kern mogelijk uit 1678, maar de huidige vorm kreeg het pas rond 1840.
Gedurende de periode 1811 – 1816 is Burum een eigen gemeente geweest. De gemeente Kollumerland werd destijds verdeeld in drie gemeenten: Kollum, Burum en Westergeest/Oudwoude. Deze in 1816 opgeheven verdeling leeft nog voort in de kadastrale benaming van de diverse gemeentedelen.
Aan de Wendel is in 1878 ter plaatse van de oude afgebroken pastorie in een ruime tuin een nieuwe gebouwd, een grote blokvormige middengangwoning met een verdiepte portiek. Ook aan de Herestraat staat een aantal van dit type woningen, waarvan enkele met decoratieve elementen. Aan de Kloosterweg 1 staat de oude gereformeerde lagere school uit 1921, een drieklassige gangschool.
Tot 2019 viel Burum onder de gemeente Kollumerland en Nieuwkruisland waarna deze is opgegaan in de gemeente Noardeast-Fryslân.

## Kerken
Het dorp kent een tweetal kerken:

### Hervormde kerk
De oudste kerk van het dorp is de Terpkerk. Deze werd gebouwd in 1784 op de plek van een laat middeleeuwse voorganger. In de kerk bevinden zich een 18e-eeuwse preekstoel met gesneden kariatiden, getordeerde ionische zuilen en een doophek uit 1630, een negental 17e- en 18e-eeuwse herenbanken, een aantal deels 17e-eeuwse grafzerken, een drietal 18e-eeuwse koperen kronen en een orgel van Petrus van Oeckelen uit 1876.
In de toren van de kerk bevinden zich een klokkestoel met een door Steen en Borchardt gegoten klok uit 1756 en een door Klokkengieterij Eijsbouts gemaakt mechanisch uurwerk uit 1913. Tegenover de kerk staat de in 1878 in eclectische stijl gebouwde pastorie, een middenganghuis.

### Geformeerde kerk
De gereformeerde kerk van het dorp dateert uit rond 1895 en is een eenvoudige zaalkerk. De gereformeerde gemeente van het dorp is echter ouder; deze werd in 1835 persoonlijk door Hendrik de Cock gesticht als eerste gereformeerde kerk (gemeenschap) van Nederland.

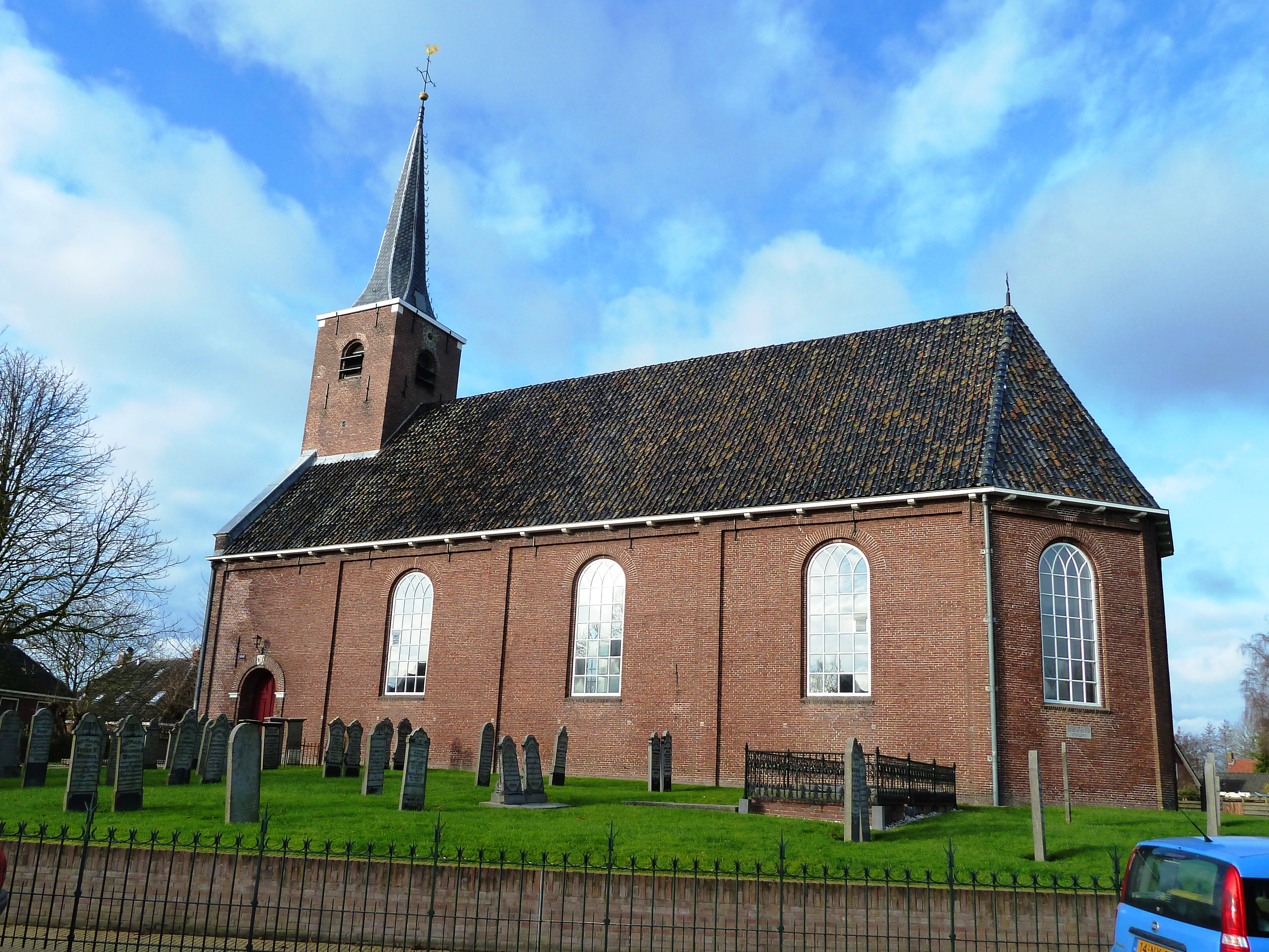
Terpkerk
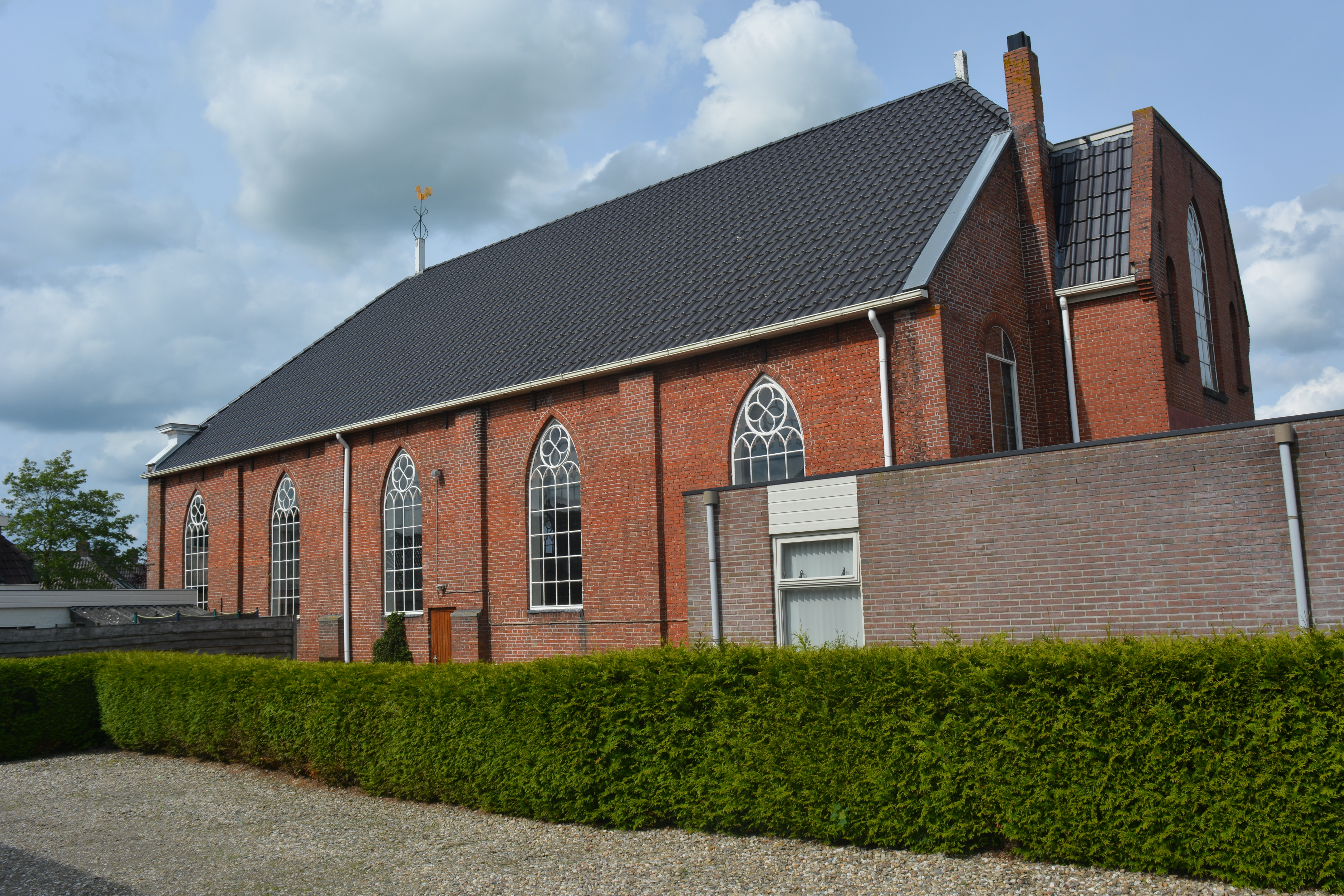
Geformeerde kerk

## Grondstation It Grutte Ear
Ten noordwesten van het dorp ligt het grondstation It Grutte Ear (Station 12) voor satellietcommunicatie van Viasat (sinds juli 2023), dat voorheen Inmarsat (2012-2023), Stratos (2006-2012) en Xantic (1998-2006)  heette. Op het terrein van het grondstation ligt het satellietgrondstation van de afluisterdienst JSCU (voorheen NSO). Het voortbestaan van het grondstation staat op het spel met de uitrol van 5G in Nederland.

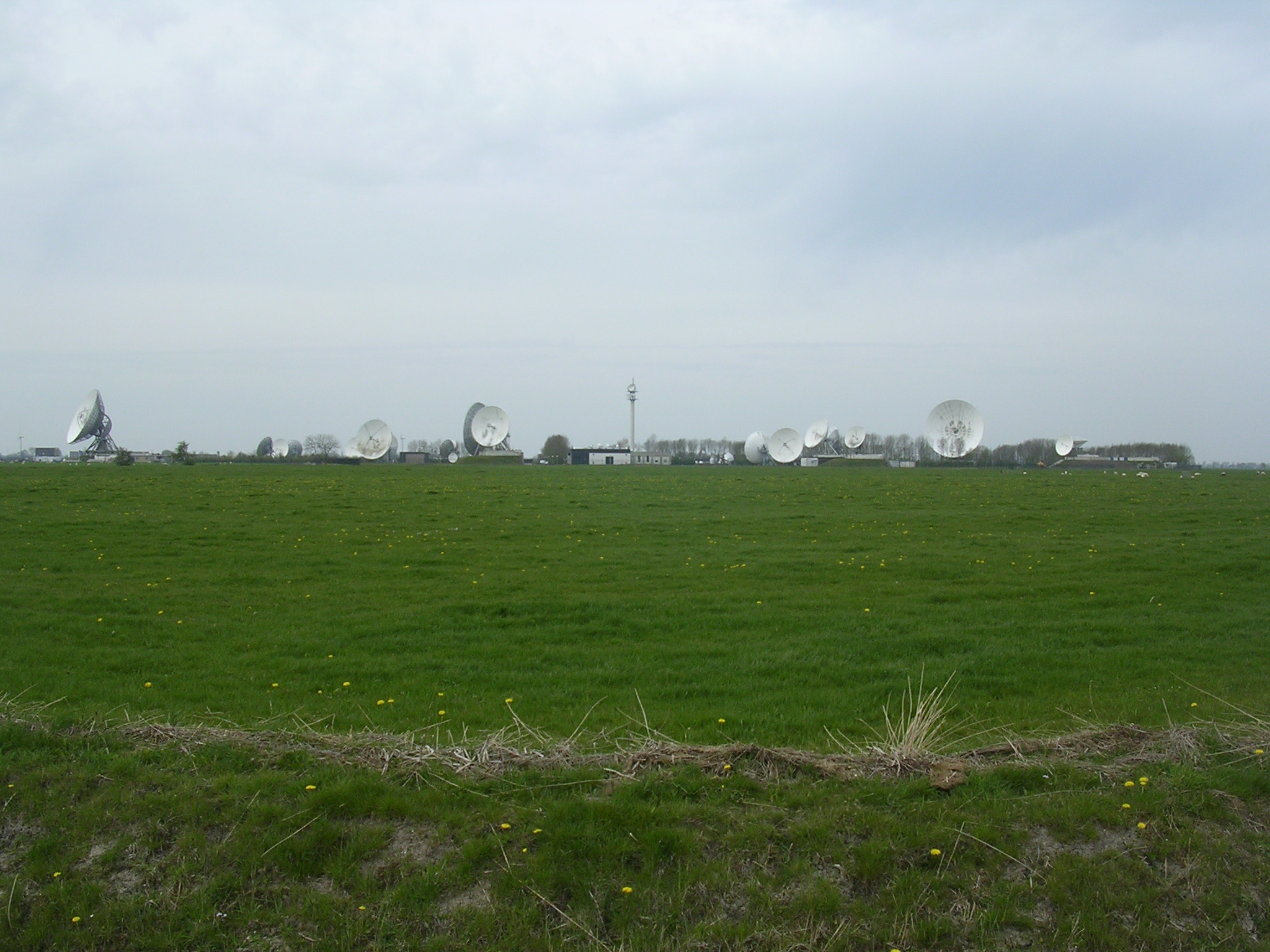
Satelliet-grondstation It Grutte Ear
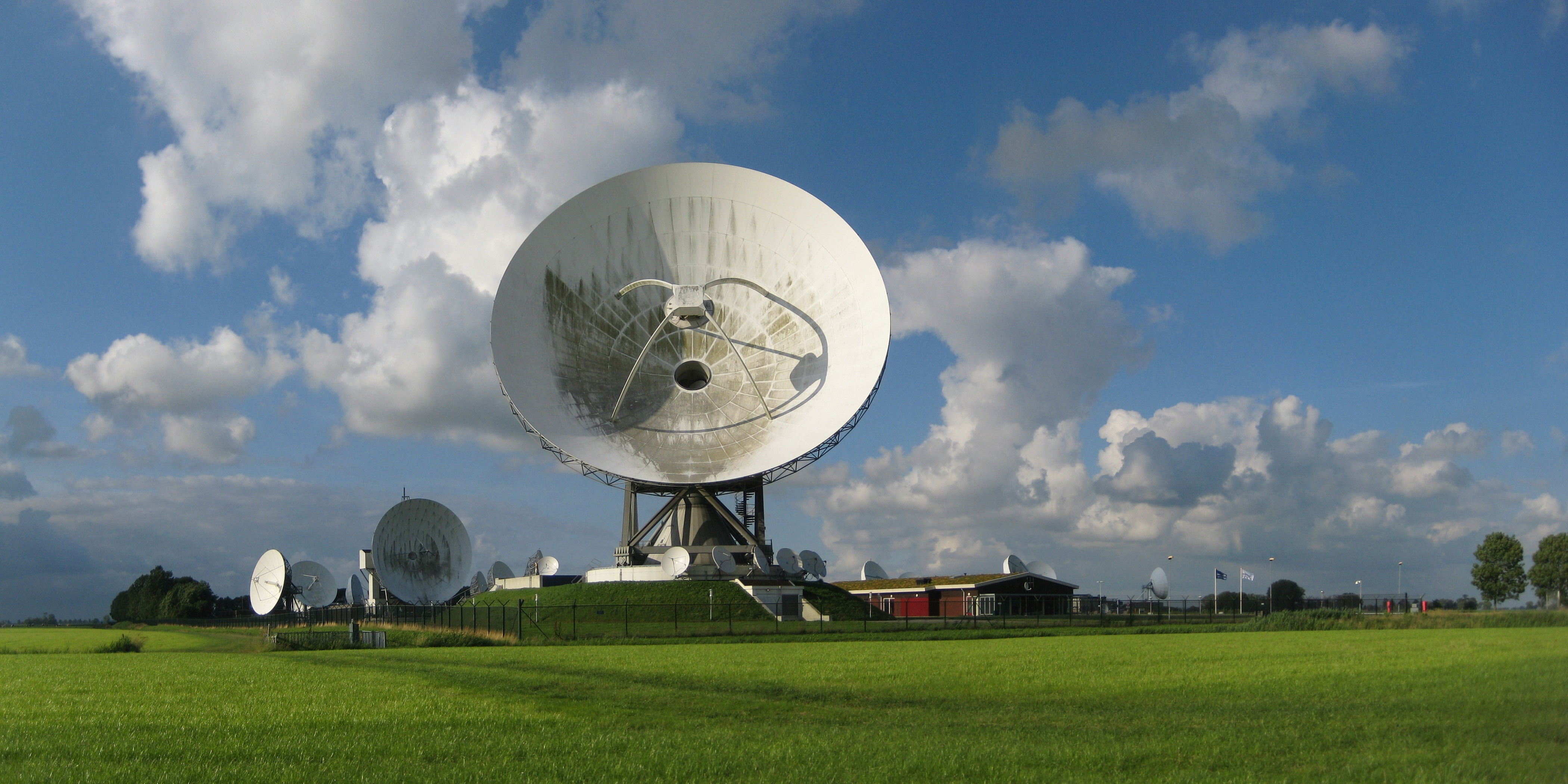
Het grondstation van de NSO (2012)

## Molen
In het dorp staat de herbouwde koren- en pelmolen Windlust. Al in 1694 werd een molen op deze plaats vermeld. De molen die hier tot een brand op 8 april 2012 stond, dateerde uit 1787 en was vele malen hersteld en gerestaureerd, voor het laatst in 2000.

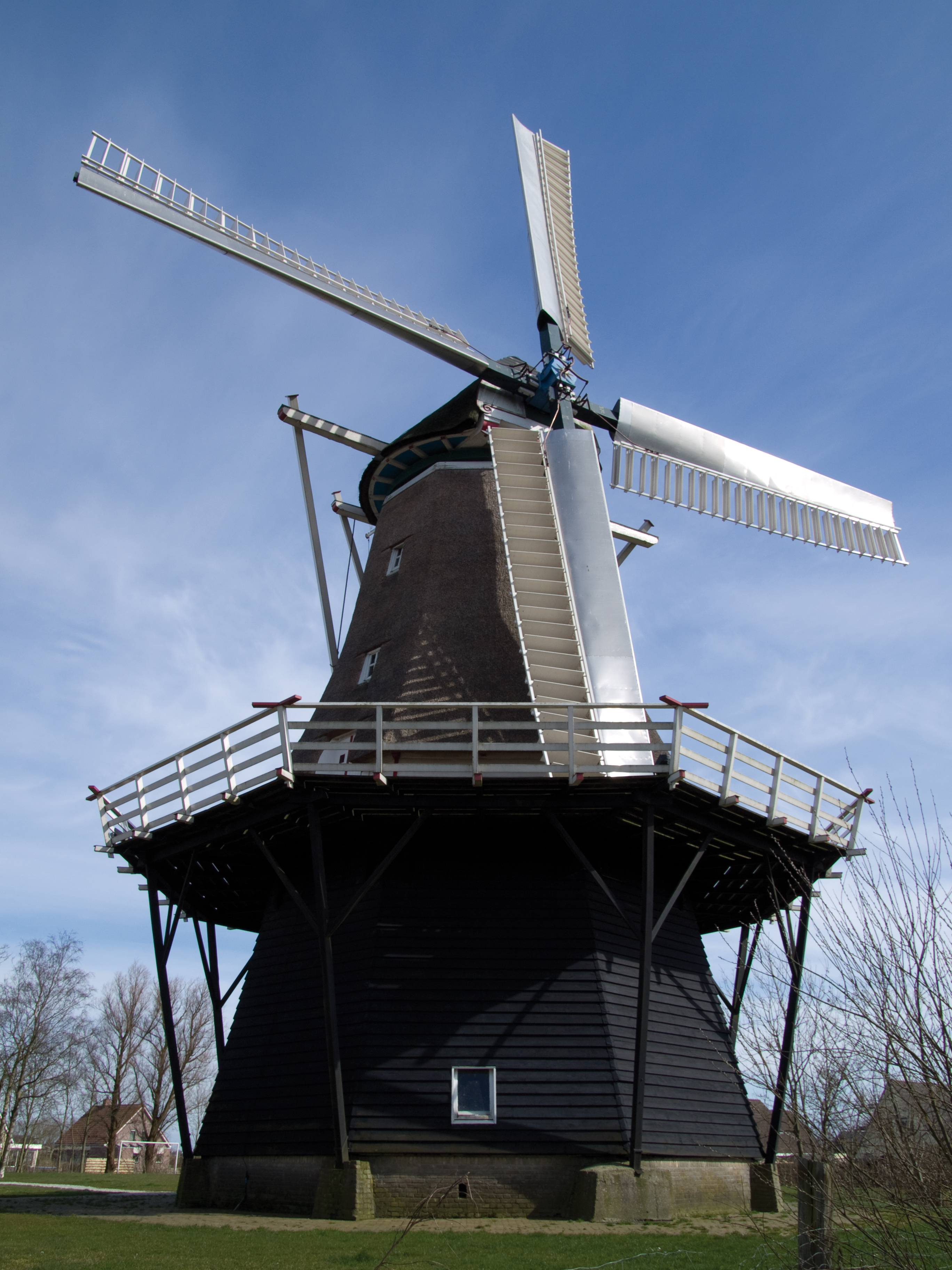
De molen Windlust in 2009 (Afgebrand op 8 april 2012)
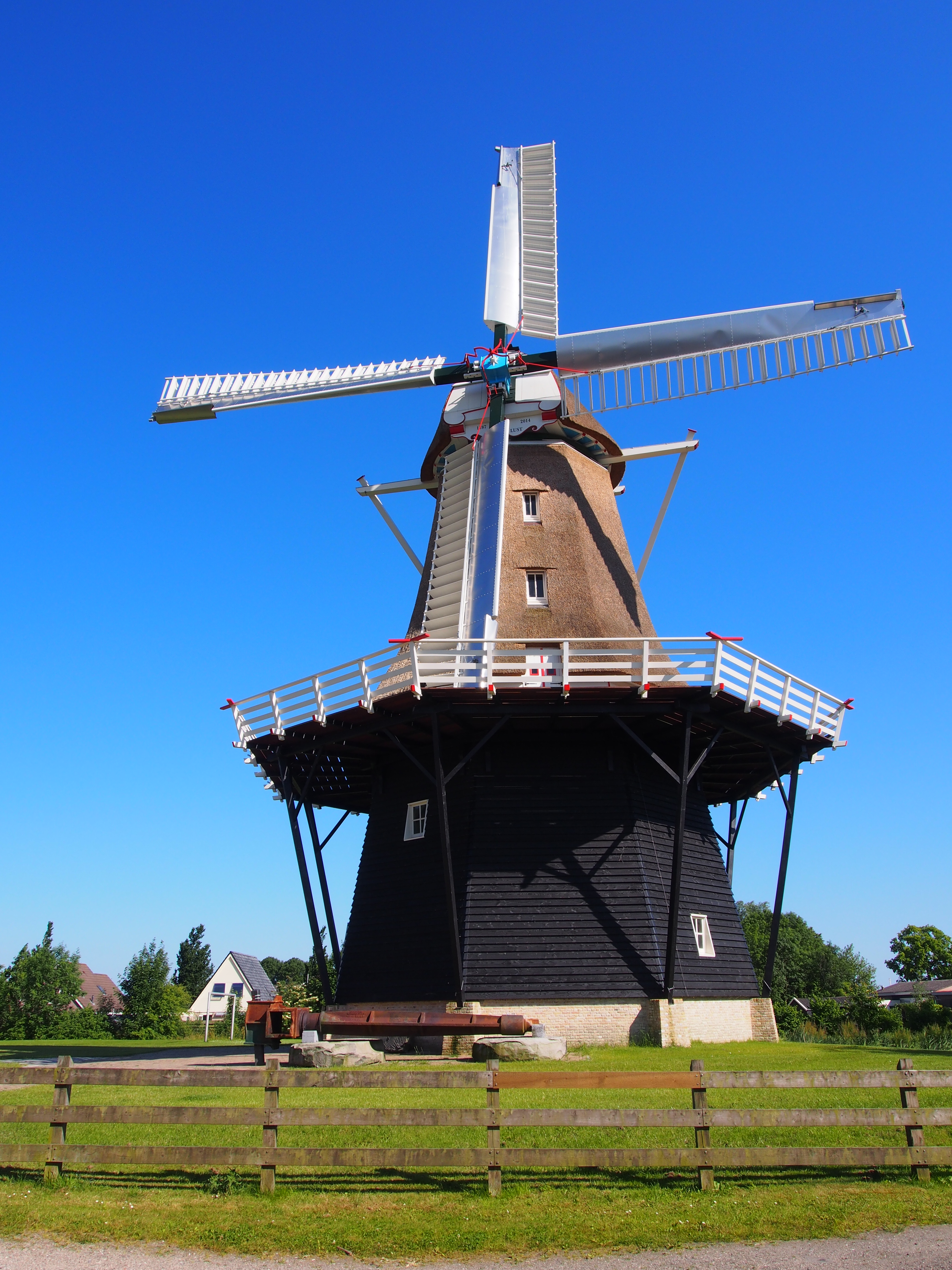
Na de herbouw in 2015

## Sport
Het dorp heeft geen eigen voetbalvereniging maar in Warfstermolen is SV de Lauwers te vinden, waar de voetbalclub VV de Lauwers onderdeel van is. De club speelt zijn thuiswedstrijden op Sportcomplex 't Meertenust in de buurtschap Halfweg.
Verder kent het dorp de watersportvereniging WV Burum en Omstreken, volleybalvereniging DES, gymnastiekvereniging DES, IJsbaanvereniging Burum en Omstreken en de biljartclub De Klos.

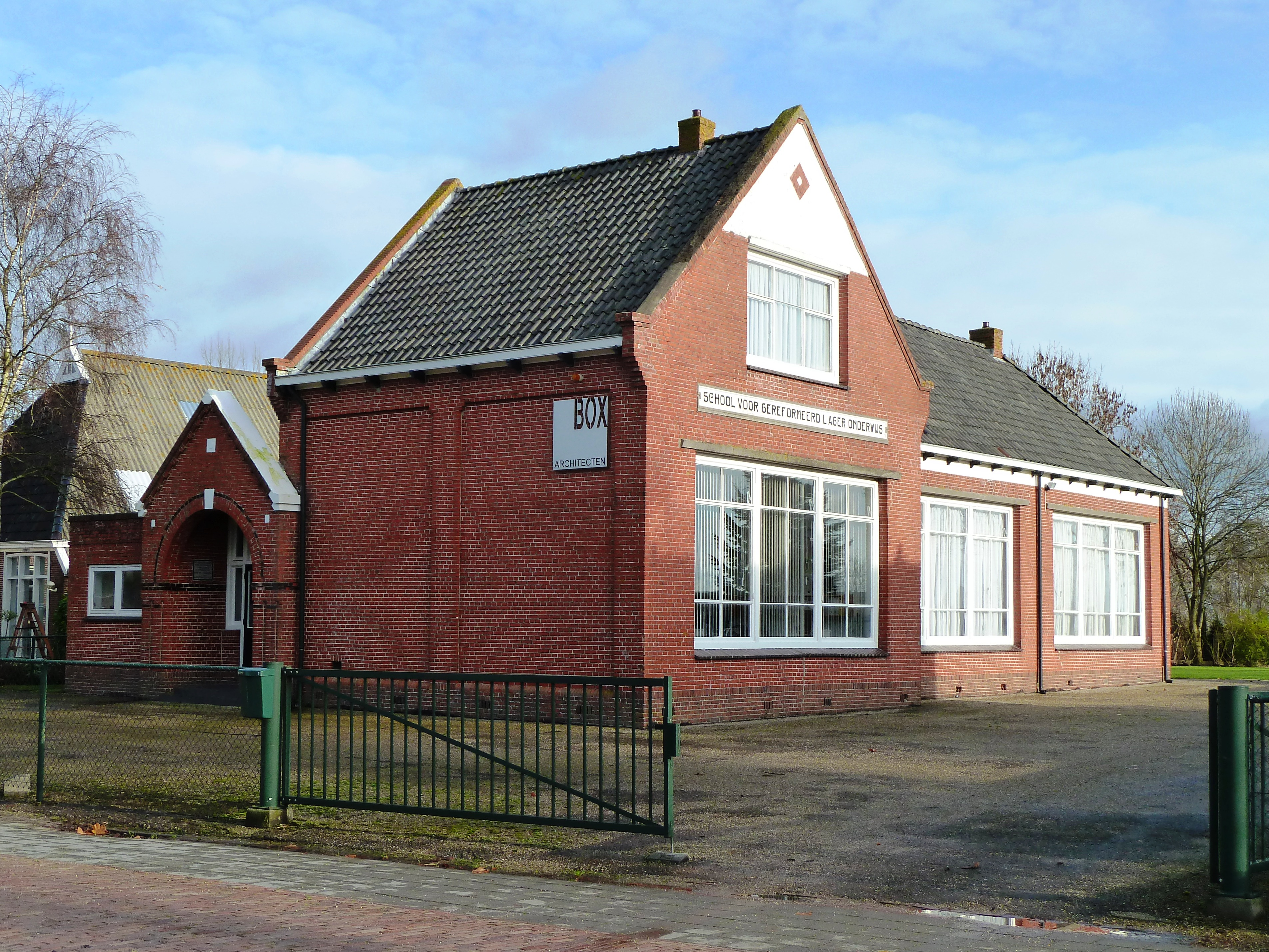
Voormalige gereformeerde lagere school

## Cultuur
Burum heeft een eigen dorpshuis, de Toutenburg geheten. Het dorp kent verder de Christelijke Brassband Advendo en het shantykoor Haven in Zicht.

## Onderwijs
Het dorp heeft een eigen basisschool, de christelijke basisschool Op de Hoogte.

## Bekende (ex-)inwoners
Een van de bekendste personen uit Burum is Foekje Dillema, die bekend was vanweg haar sprintsnelheid en was op 200 meter sneller dan Fanny Blankers-Koen destijds maar haar atletiekcarrière was van korte duur wegens het weigeren van de geslachtstest waardoor ze nog bekender werd.
Een andere bekende bewoner was Frans Tutuhatunewa. Hij was van 1993 tot 2010 president in ballingschap van de Republiek der Zuid-Molukken (RMS) maar was eerder, van 1964 tot 1981 werkzaam als huisarts in Burum.

### Geboren in Burum
- Bernard Accama (1697–1756), kunstschilder
- Jan Hoekstra (1910-1982), politicus en burgemeester
- Foekje Dillema (1926-2007), atlete

## Ontwikkeling inwonersaantal
- 2021 - 620
- 2005 - ± 625
- 1974 - 686
- 1969 - 639
- 1964 - 599
- 1959 - 670
- 1954 - 786
- 1848 - 1.569